# Охлупин, Игорь Леонидович
Игорь Леони́дович Охлу́пин (17 сентября 1938 — 9 июня 2018) — российский актёр театра и кино. Народный артист РСФСР (1988).

## Биография
Игорь Охлупин родился в семье актёра Леонида Охлупина, почётного гражданина Свердловска. В 1960 году окончил Высшее театральное училище им. Б. В. Щукина и в том же году был принят в труппу Театра им. Вл. Маяковского, который в то время возглавлял Николай Охлопков. Дебют, правда, состоялся на телевидении — в телеспектакле «Янтарное ожерелье» по пьесе Н. Погодина, где начинающий актёр стал партнёром Юлии Борисовой; в театре Охлупин на протяжении ряда лет играл небольшие роли, нередко без слов, в основном вводы в старые спектакли. Тем не менее даже в небольших ролях молодого актёра запоминали зрители и отмечали критики. Первую большую роль Игорь Охлупин получил в 1966 году — в спектакле «Царь Эдип» по трагедии Софокла; его Эдип стал главным достоинством не имевшего успеха спектакля.
В 1967 году художественным руководителем Театра им. Маяковского был назначен Андрей Гончаров, и очень скоро Охлупин стал одним из ведущих актёров театра. Среди лучших ролей молодого Охлупина — Морозка в спектакле Марка Захарова «Разгром» (1969), ставшем одним из самых популярных московских спектаклей того времени.
Актёр безупречно органичный, Игорь Охлупин, как отмечала критик Нина Велехова, «любит тех, кого играет» и умеет расположить к ним зрителей; среди лучших его ролей — Сергей Серёгин в «Иркутской истории» А. Н. Арбузова, Ераст Громилов в «Талантах и поклонниках» А. Н. Островского, Тригорин в чеховской «Чайке», из более поздних — Флор Федулыч Прибытков в «Последней жертве» и Он в «Старомодной комедии» А. Арбузова.
9 июня 2018 году умер в больнице после непродолжительной болезни.
Похоронен 11 июня на Троекуровском кладбище в Москве.

## Семья
Игорь Охлупин был женат на актрисе Наталье Вилькиной; дочь — Алёна Охлупина, актриса Малого театра.

## Признание и награды
- Заслуженный артист РСФСР (1971).
- Народный артист РСФСР (1988).
- Орден Дружбы (3 февраля 1998) — за большие заслуги в развитии театрального искусства[6]

## Творчество

### Театральные работы
Театр имени В. Маяковского
- 1961 — «Гамлет» У. Шекспира — Тень отца Гамлета, Второй могильщик (вводы)
- 1961 — «Мамаша Кураж и её дети» Б. Брехта — Солдат
- 1964 — «Кавказский меловой круг» Б. Брехта. Постановка В. Дудина — Симон
- 1966 — «Царь Эдип» Софокла — Эдип
- 1966 — «Смерть Тарелкина» А. В. Сухово-Кобылина; режиссёр Пётр Фоменко — Ох
- 1966 — «Иркутская история» А. Арбузова; режиссёр Николай Охлопков — Сергей
- 1968 — «Таланты и поклонники» А. Н. Островского — Ераст Громилов
- 1969 — «Разгром» по А. Фадееву; режиссёр Марк Захаров — Морозко
- 1970 — «Трамвай „Желание“» Т. Уильямса, режиссёр А. Гончаров — Митч
- 1970 — «Мария» А. Салынского — Миронов
- 1971 — «Зимняя баллада» А. Вейцлера, А. Мишарина — Северов
- 1971 — «Дядюшкин сон» по Ф. М. Достоевскому — Вася
- 1972 — «Дума о Британке» Ю. Яновского — Петр Несвятыпасха
- 1976 — «Считанные дни» Г. Немченко — Ваня Братков, шофёр
- «Банкрот, или Свои люди — сочтёмся!» А. Остростровского — Большов
- «Беседы с Сократом» Э. Радзинского — Продик
- «Долгожданный» А. Салынского — Чередняк
- «Чайка» А. П. Чехова — Тригорин
- «Аморальная история» Э. Брагинского, Э. Рязанова — Филимонов
- «Агент 00» Г. Боровика — Специальный помощник
- «Закат» И. Бабеля — Иван Пятирубель
- «Уроки музыки» Л. Петрушевской — Фёдор Иванович
- 1994 — «Жертва века» по пьесе А. Н. Островского «Последняя жертва» — Флор Федулыч Прибытков
- «Театральный романс» по «Кукушкиным слезам» А. Н. Толстого — Хомутов
- 2002 — «Женитьба» Н. В. Гоголя; режиссёр Сергей Арцибашев — Яичница
- 2004 — «Старомодная комедия» А. Арбузова; режиссёр В. Портнов — Он
- 2005 — «Мёртвые души» по Н. В. Гоголю; режиссёр С. Арцибашев — Прокурор
- 2010 — «Три сестры» А. П. Чехова; режиссёр С. Арцибашев — Чебутыкин
- 2012 — «Господин Пунтила и его слуга Матти» Б. Брехта. Постановка М. Карбаускиса — Пастор

Театральное товарищество Олега Меньшикова
- 1998 — «Горе от ума» А. С. Грибоедова. Режиссёр О. Меньшиков — Фамусов

### Радиоспектакли
- 1965 — «Полный поворот кругом» У. Фолкнера (режиссёр Андрей Тарковский) — Джерри

### Работы на телевидении
1969 — «Здравствуйте, наши папы!» (телевизионный спектакль) — учитель
- 1971—1972 — «День за днём» М. Анчарова (телевизионный спектакль) — Николай Андреевич Пахомов
  - Январь, 29-е. Суббота (10-я серия)
  - Февраль, 21-е. Понедельник (11-я серия)
  - Апрель, 14-е. Четверг (13-я серия)
  - Сентябрь, 24-е. Воскресенье (15 серия)
  - Октябрь, 29-е. Суббота (16 серия)
  - Декабрь, 28-е. Четверг (17 серия)
- 1983 — В городе хорошая погода… (телевизионный фильм) — Шлыков

### Фильмография
- 1960 — Алёшкина любовь — Зинкин ухажёр
- 1960 — Тучи над Борском — Герман, комсорг
- 1961 — В трудный час — Михаил
- 1974 — Самый жаркий месяц — Пётр Хромов
- 1976 — Обелиск — Тимофей Титович Ткачук
- 1978 — Сибириада — Филипп Соломин
- 1979 — Выстрел в спину — Павел Владимирович Ветров, писатель
- 1981 — Ночь коротка — Меркурий
- 1984 — Поручить генералу Нестерову…
- 1984 — Очень важная персона — Демьянов
- 1985 — Мой избранник — Валерий Ефремович Лапшин